# Antivirus

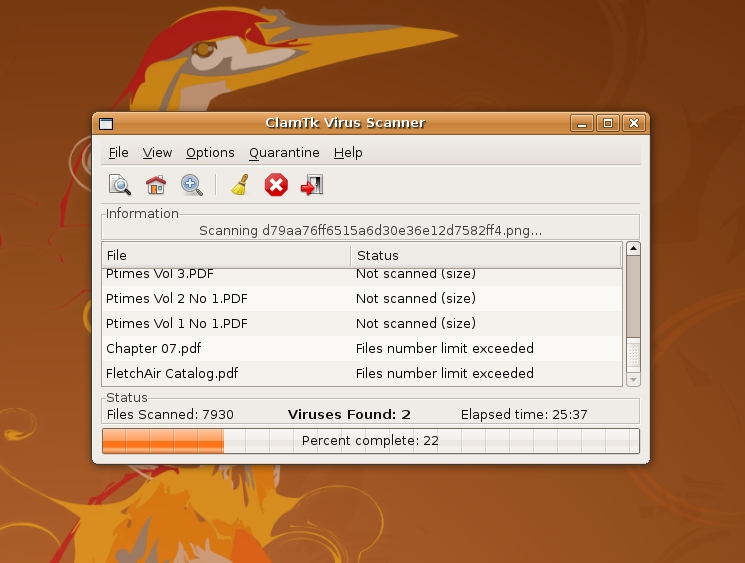
ClamTk, un antivirus de codi obert basat en el motor ClamAV, desenvolupat originalment per Tomasz Kojm el 2001.

Un antivirus és un programa informàtic utilitzat per a prevenir, detectar i eliminar virus informàtics maliciosos. La majoria d'aquests programes també estan capacitats per a detectar altres amenaces com eines d'intrusió, enregistradors de teclats, troians, cucs, dialers i programari espia.
Per a dur a terme aquesta tasca, els antivirus solen utilitzar dues tècniques per la detecció d'aquests virus:
- Ús de signatures. És el mètode habitual en tots els antivirus i tracta de comparar els arxius analitzats amb una base de dades de virus. Si hi ha cap coincidència, salta l'avís.[2]
- Ús d'heurística. Aquesta tècnica apareix de la necessitat de poder detectar virus que encara no han estat identificats i no estan a cap base de dades de virus. L'heurística analitza els fitxers buscant patrons de conducta comuns a molts dels virus coneguts. Un dels avantatges d'aquest mètode és que pot detectar tant virus coneguts com a desconeguts. El principal inconvenient, és que hi ha molts casos de falsos positius, a més a més de la lentitud del mètode respecte a l'ús de signatures.[3]

Tot i la protecció que ofereixen els antivirus, aquests programes tenen una sèrie d'inconvenients:
- Afectació del rendiment de l'ordinador.[4] Tots els antivirus es carreguen a la memòria de l'ordinador quan aquest s'engega. A més a més, l'antivirus està constantment pendent de si la seva base de dades de virus està actualitzada i cada cop que s'accedeix a un arxiu o aplicació, l'antivirus s'encarrega que no estigui infectat per cap virus.
- Falsa sensació de seguretat. Els usuaris inexperts poden tenir la falsa sensació d'estar totalment segurs davant l'ordinador i poden prendre decisions que comprometin la seva seguretat.
- Falsos positius. L'ús de l'heurística pot provocar la detecció de falsos positius. Si un usuari inexpert pren una decisió errònia pot arribar a comprometre la seguretat del sistema, el correcte funcionament d'alguna aplicació o la pèrdua de dades.[5]

## Planificació
La planificació consisteix a tenir preparat un pla de contingència en cas que una emergència de virus es produïsca, així com facilitar al personal de la formació adequada per a reduir al màxim les accions que puguen presentar qualsevol tipus de risc. Cada antivirus pot planejar la defensa d'una manera, és a dir, un antivirus pot fer un escanejat complet, ràpid o de vulnerabilitat segons trie l'usuari.

### Consideracions de programari
El programari és un altre dels elements clau en la part de la planificació. S'hauria de tenir en compte la següent llista de comprovacions per a la teua seguretat:
1. Tenir el programari indispensable per al funcionament de l'activitat, mai menys però tampoc més. Tenir controlat el personal respecte a la instal·lació de programari com una mesura que va implícita. Així mateix, tenir controlat el programari assegura la qualitat de la procedència del mateix (no hauria de permetre's per regla general programari pirata o sense garanties). En qualsevol cas un inventari de software proporciona un mètode correcte d'assegurar la reinstal·lació en cas de desastre.
2. Disposar del programari de seguretat adequat. Cada activitat, manera de treball i mètodes de connexió a Internet requereixen una mesura diferent d'aproximació al problema. En general, les solucions domèstiques, on únicament hi ha un equip exposat, no són les mateixes que les solucions empresarials.
3. Mètodes d'instal·lació ràpids. Per a permetre la reinstal·lació ràpida en cas de contingència.
4. Assegurar llicències. Determinats programaris imposen mètodes d'instal·lació d'una sola ocasió, que dificulten la reinstal·lació ràpida de la xarxa. Aquests programes no sempre tenen alternatives però ha de cercar-se amb el fabricador mètodes ràpids d'instal·lació.
5. Cercar alternatives més segures. Existeix programari que és famós per la quantitat de forats de seguretat que introdueix. És imprescindible conèixer si es pot trobar una alternativa que proporcione iguals funcionalitats però permetent una seguretat extra.

### Consideracions de la xarxa
Disposar d'una visió clara del funcionament de la xarxa permet posar punts de verificació de filtrat i detecció aquí on la incidència és més clarament identificable. Sense perdre de vista altres punts d'acció és convenient:
1. Mantenir al màxim el nombre de recursos de xarxa en mode de només lectura. D'aquesta manera s'impedeix que els ordinadors infectats els propaguen.
2. Centralitzar les dades. De manera que detectors de virus en mode batch puguen treballar durant la nit.
3. Realitzar filtrats de firewall (tallafoc) de xarxa. Eliminar els programes que comparteixen dades, com poden ser els P2P; Mantenir aquesta política de forma rigorosa, i amb el consentiment de l'encarregat.
4. Reduir els permisos dels usuaris al mínim, de manera que només permetisquen el treball diari.
5. Controlar i monitorar l'accés a Internet. Per a poder detectar en fases de recuperació com s'ha introduït el virus, i així determinar els passos a seguir.

### Formació de l'usuari
Aquesta és la primera barrera de protecció de la xarxa.

### Antivirus
És convenient disposar d'una llicència activa d'antivirus. Aquesta llicència s'emprarà per a la generació de discos de recuperació i emergència. No obstant, no es recomana en una xarxa l'ús continu d'antivirus.
El motiu radica en la quantitat de recursos que aquests programes obtenen del sistema, reduint el valor de les inversions en maquinari realitzades. Encara que si els recursos són suficients, aquest extra de seguretat pot ser molt útil.
No obstant això, els filtres de correus amb detectors de virus són imprescindibles, ja que d'aquesta manera s'assegurarà una reducció important de tries d'usuaris no entrenats que poden posar en risc la xarxa.

### Firewalls
Filtrar continguts i punts d'accés. Eliminar programes que no estiguen relacionats amb l'activitat. Tenir monitorat els accessos dels usuaris a la xarxa, permet així mateix reduir la instal·lació de programari que no és necessari o que pot generar risc per a la continuïtat del negoci. El seu significat és barrera contra el foc i no permet que una altra persona no autoritzada tinga accés des d'un altre equip al teu.

### Reemplaçament de programari
Els punts d'entrada en la xarxa la majoria de les vegades són el correu, les pàgines web, i l'entrada de fitxers des de discos, o d'ordinadors aliens a l'empresa.
Molts d'aquests ordinadors empren programes que poden ser reemplaçats per alternatives més segures.
És convenient portar un seguiment de com distribueixen bancs, i externs el programari, valorar la seua utilitat.

### Centralització ibackup
La centralització de recursos i garantir el backup de les dades és una altra de les pautes
fonamentals en la política de seguretat recomanada.
La generació d'inventaris de programari, centralització dels mateixos i la capacitat de generar instal·lacions ràpides proporcionen mètodes addicionals de seguretat.
És important tenir localitzat on se situa la informació en l'empresa. D'aquesta manera podem realitzar les còpies de seguretat de manera adequada.
Control o separació de la informàtica mòbil, atès que aquesta està més exposada a les contingències de virus.

### Ocupació de sistemes operatius més segurs
Per a servir fitxers no és convenient disposar dels mateixos sistemes operatius que s'empren dins de les estacions de treball, ja que tota la xarxa en aquest cas està exposada als mateixos reptes. Una manera de prevenir problemes és disposar de sistemes operatius amb arquitectures diferents, que permeten garantir la continuïtat del negoci.

### Temes sobre la seguretat
Existeixen idees instal·lades per part de les empreses d'antivirus en la cultura popular que no ajuden a mantenir la seguretat dels sistemes d'informació.
- El meu sistema no és important per un pirata informàtic. Aquest tema es basa en la idea que no introduir passwords segurs en una empresa no comporta riscos doncs «Qui va a voler obtenir informació meua?» No obstant això, atès que els mètodes de contagi es realitzen per mitjà de programes automàtics, des d'unes màquines a unes altres, aquests no distingeixen bons de roins, interessants de no interessants. Aleshores obrir sistemes i deixar-los sense claus és facilitar la vida als virus.
- Estic protegit perquè no òbric arxius que no conec. Això és fals, car existeixen múltiples formes de contagi, a més els programes duen a terme accions sense la supervisió de l'usuari posant en risc els sistemes.
- Com que tinc antivirus estic protegit. Únicament estic protegit mentre l'antivirus sàpia a què s'enfronta i com combatre-ho. En general els programes antivirus no són capaços de detectar totes les possibles manerea de contagi existents, ni les noves que pogueren aparèixer conforme les computadores augmenten les capacitats de comunicació.
- Com que dispose d'un firewall no em contagie. Això únicament proporciona una limitada capacitat de resposta. Les formes d'infectar-se en una xarxa són múltiples. Unes provenen directament d'accessos al meu sistema (del que protegeix un firewall) i unes altres de connexions que realitzes (de les quals no em protegeix). Emprar usuaris amb alts privilegis per a realitzar connexions tampoc ajuda.

## Programes antivirus
- Avast!,[7]
- ClamAV[8]
- AVG Anti-Virus
- Avira
- Comodo Antivirus[9]
- Comodo Internet Security[10]
- BitDefender
- G Data Antivirus
- Kaspersky Internet Security
- Kaspersky Anti-Virus
- McAfee VirusScan
- Microsoft Security Essentials[11]
- Nod 32
- Norton AntiVirus
- Panda Antivirus[12]
- Thunderbyte